# Villa Fuchs (Merzig)

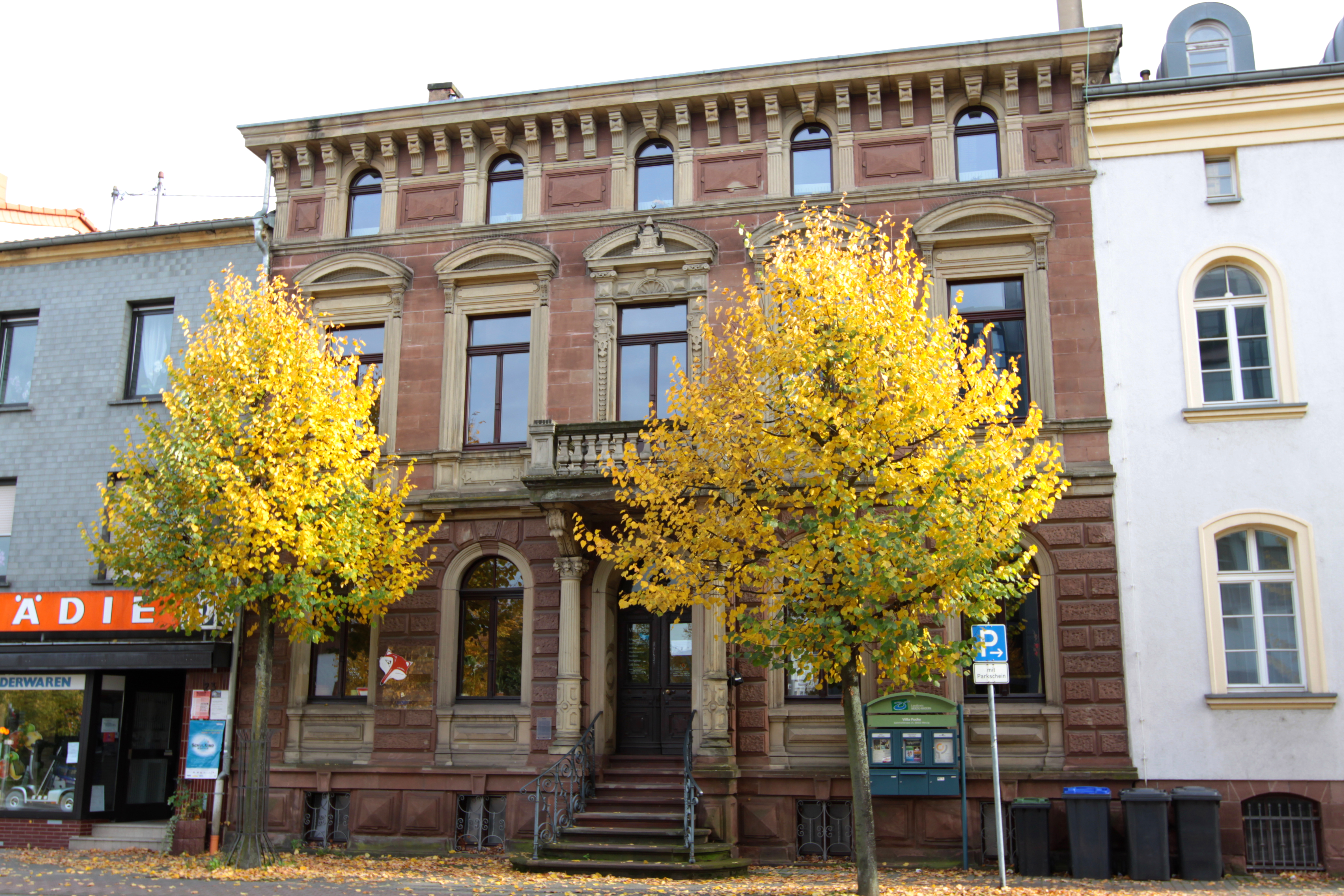
Vorderansicht

Die Villa Fuchs ist ein Kultur- und Veranstaltungszentrum in Merzig.

## Bauwerk
Die Villa wurde 1872 als Wohnhaus des Zigarettenfabrikanten Fuchs in der Bahnhofstraße 25 errichtet. Die Fabrik bestand bereits seit 1824 und prosperierte gegen Ende des 19. Jahrhunderts; sie wurde 1960 geschlossen. Heute wird die Villa Fuchs als Einzeldenkmal auf der Liste des Landesdenkmalamtes geführt.

## Nutzung
1989 wurde im Herrenhaus der ehemaligen Zigarettenfabrik Fuchs in der Bahnhofstraße in Merzig das kulturelle Bürgerzentrum „Villa Fuchs“ untergebracht. Sie dient seither als Kulturzentrum des Landkreises Merzig-Wadern; ihr Status ist der eines eingetragenen Vereins (e.V.). Die Aufgabe der Villa Fuchs ist es, in den Städten und Gemeinden des Landkreises kulturelle Veranstaltungen jeglicher Art durchzuführen und damit kulturelle Impulse zu setzen. Es versteht sich als Motor der kulturellen Szene im Landkreis Merzig-Wadern. Der Vorsitzende des Zentrums war bis zu seinem Tode (2016) Günter Mann, Geschäftsführer Johannes Dostert ist am 26. März 2016 verstorben.
Nachdem das Kulturzentrum Villa Fuchs schon mehrere Jahre lang mit der Stadt Merzig zusammengearbeitet hatte, stellte die CDU im Jahr 2008 den Antrag, die Aufgabe der Erstellung und Durchführung des Kulturprogramms der Stadt überhaupt an die Villa Fuchs abzugeben. Der Kulturausschuss des Merziger Stadtrates stimmte diesem Antrag einstimmig zu.